# (1642) Hill
(1642) Hill ist ein Asteroid des Hauptgürtels, der am 4. September 1951 von dem deutschen Astronomen Karl Wilhelm Reinmuth an der Landessternwarte Heidelberg-Königstuhl der Universität Heidelberg entdeckt wurde.
Benannt ist der Asteroid nach dem US-amerikanischen Astronomen und Mathematiker George William Hill.